# Billie Fleming
Lilian Irene Bartram, conocida como Billie Fleming y Billie Dovey, (13 de abril de 1914-12 de mayo de 2014), fue una ciclista de larga distancia británica que estableció en 1938 el récord femenino de la mayor distancia recorrida en bicicleta en un año, completando un total de 29 603,7 millas (47 642,4 km).

## Récord ciclista
Fleming comenzó a montar en bicicleta alrededor de los 18 años y, siguiendo las ideas de la Liga Femenina de Salud y Belleza, recorrió el Reino Unido con la misión de promover los beneficios para la salud del ciclismo. Obtuvo el patrocinio de la compañía Rudge-Whitworth para que le proporcionara una bicicleta y apoyo financiero para poder montar todos los días del año, bajo una amplia variedad de condiciones climáticas. También fue patrocinada por los chocolates Cadbury.
Fleming era autosuficiente en sus viajes. Circulaba en solitario en su bicicleta y visitaba cafés para comer, y no llevaba agua. Las distancias recorridas se comprobaban a través de un ciclómetro instalado en la bicicleta y por las tarjetas de verificación firmadas por testigos que presentó en las oficinas de Cycling Magazine (revista conocida posteriormente como Cycling Weekly).
La consecución de su récord ciclista comenzó el 1 de enero de 1938 en Mill Hill, en Londres. El clima del verano sería bueno, pero en diciembre de 1938 nevó repetidamente. La distancia promedio diaria recorrida fue de 81 millas (130,4 km), aunque llegó a alcanzar las 196 millas (315,4 km) en verano. Su gigantesca gira incluyó numerosos compromisos nocturnos, que le exigían dar una charla al final de un largo día de pedaleo. El viaje de Fleming suscitó un gran interés y la atención de la prensa a medida que avanzaba el año. Su intento de récord terminó con una recepción en el Agricultural/Horticultural Hall de Londres, con la presencia de periodistas especializados en ciclismo y de míster England.
Su recorrido estableció un nuevo récord femenino y atrajo la atención internacional. Su plan posterior de recorrer los Estados Unidos en bicicleta tuvo que ser cancelado debido a la Segunda Guerra Mundial. Más adelante también conoció a René Menzies y a Tommy Godwin, quienes ostentaron sucesivamente el récord masculino de mayor distancia en bicicleta en un año, entre otros logros.
En 1940 rompió tres récords montando un triciclo en las distancias de 25, 50 y 100 millas.

## Vida personal
Lilian Irene Bartram nació en 1914 en Camden, al norte de Londres. Su padre era fabricante de herramientas. Asistió a la Lyulph Stanley Central School de Camden, de donde salió a los 16 años para convertirse en mecanógrafa y secretaria. Durante la Segunda Guerra Mundial trabajó en la oficina de compras de una empresa de fabricación de aviones.
Su primer matrimonio con Freddie Dovey terminó en divorcio, con un hijo. Después de la Segunda Guerra Mundial se casó con George Fleming (muerto en 1997) , un ciclista con un gran historial en las carreras que tenía varios récords de ciclismo. Billie murió a la edad de 100 años el 12 de mayo de 2014, después de una breve enfermedad.

## Intentos de récord similares de otras mujeres
En 1942, Pat Hawkins se propuso superar el récord de Fleming, pero su kilometraje total de 54 402,8 millas (87 552,6 km) fue rechazado después de una revisión de sus libros de registro por parte de las autoridades ciclistas australianas.
Kajsa Tylen se inspiró en Fleming y comenzó a pedalear el día de Año Nuevo de 2016, con el objetivo de cubrir 36 000 millas (57 936,2 km), a 100 millas (160,9 km) por día. Dijo que quería motivar a la gente a hacer ejercicio en lugar de recaudar dinero para obras de caridad. Tylen batió el récord de Fleming.
La estadounidense Amanda Coker inició un intento certificado para superar el récord de Fleming el 15 de mayo de 2016. El 21 de septiembre de 2016, después de tan solo 130 días desde el comienzo de su intento, Coker superó el récord de Fleming. Coker estableció el récord general registrado en el Libro Guinness (masculino o femenino) el 15 de mayo de 2017 cuando terminó su recorrido tras pedalear 86 573,2 millas (139 325,7 km).

## Legado
- En el momento de su muerte en 2014, Fleming continuaba recibiendo cartas de personas que le mostraban agradecimiento por inspirarlas a montar en bicicleta. Su récord se mantuvo hasta 2015.[5]
- El paseo ciclista tributo a Billie Fleming en 2015[13] tenía como objetivo recrear en 2015 el recorrido de Fleming, con diferentes ciclistas mujeres cada día.[14] A finales de año, 400 ciclistas habían cubierto 107 000 millas (172 199,4 km).

## Lecturas relacionadas
- Barter, Dave (2015). The Year: Reawakening the legend of cycling’s hardest endurance record. Sheffield, UK: Vertebrate Publishing. ISBN 978-1-910240-43-4. Consultado el 10 de octubre de 2015.